# Saskia Esken
Saskia Esken (ur. 28 sierpnia 1961 w Stuttgarcie) – niemiecka działaczka polityczna i samorządowa, deputowana do Bundestagu, w latach 2019–2025 współprzewodnicząca Socjaldemokratycznej Partii Niemiec (SPD).

## Życiorys
Absolwentka szkoły średniej w Weil der Stadt. Studiowała germanistykę i nauki polityczne na Uniwersytecie w Stuttgarcie, nie kończąc tych kierunków. Później uzyskała certyfikat informatyka w Akademie für Datenverarbeitung Böblingen. Podejmowała różne prace jako pracownik niewykwalifikowany.
W 1990 wstąpiła do Socjaldemokratycznej Partii Niemiec. W 2008 zasiadła we władzach partii w powiecie Calw. Rok wcześniej weszła w skład rady miejskiej w Bad Liebenzell. W wyborach w 2013 po raz pierwszy uzyskała mandat posłanki do Bundestagu. W wyborach w 2017, 2021 i 2025 z powodzeniem ubiegała się o reelekcję.
W 2019 wystartowała (wspólnie z Norbertem Walterem-Borjansem) w partyjnych wyborach na funkcję przewodniczącego SPD, które rozpisano po rezygnacji złożonej przez Andreę Nahles. W listopadzie 2019 ogłoszono ich zwycięstwo w drugiej turze głosowania, pokonali wówczas Olafa Scholza i Klarę Geywitz. Funkcję współprzewodniczących objęli 6 grudnia 2019, gdy zostali zatwierdzeni na partyjnym kongresie. 11 grudnia 2021 wybrana na tę funkcję przez partyjną konwencję (tym razem z Larsem Klingbeilem); sprawowała ją do 27 czerwca 2025, kiedy to jej następczynią została Bärbel Bas.

## Poglądy
Utożsamiana z lewicowym skrzydłem socjaldemokratów. Krytycznie ocenia długoletni sojusz SPD z CDU. Uznawana za zwolenniczkę koalicji z Die Linke i Zielonymi. Opowiada się m.in. za podwyższaniem podatków dla osób lepiej zarabiających i za podwyższaniem płacy minimalnej.

## Życie prywatne
Saskia Esken jest mężatką, ma troje dzieci.